# ЈМБГ протести у Босни и Херцеговини
ЈМБГ протести били су протести у Сарајеву, између јуна и јула 2013. ЈМБ је скраћеница од Јединствени матични број. Због политичких препирки, додељивање ЈМБ-а је истекло у фебруару 2013. од стране политичара који представљају етничке групе у Босни. Као резултат тога, деци рођеној после фебруара није додељен ЈМБ и стога нису могли да добију здравствене књижице или пасоше.

## Етимологија
Протести су названи Беболуција и ЈМБГ протестима.

## Позадина
У мају 2011. године, Уставни суд Босне и Херцеговине прогласио је неуставним Закон о јединственом матичном броју (ЈМБ), који је потребан за издавање пасоша и других административних докумената, јер један од његових чланова није садржавао нова имена неколико општина у Републици Српској.
Суд је наложио Парламенту БиХ да у року од шест месеци измени закон. Али пошто је протекло шестомесечно раздобље, а посланици нису донели одлуку, Суд је у јануару 2013. године потпуно суспендовао закон.
Због блокираног законодавства, бебе рођене после фебруара 2013. нису имале пасош или здравствено осигурање јер им је потребано да имају одређен ЈМБ.

## Протести
На дан 5. јуна 2013. године, група грађана се окупила испред зграде Скупштине да протестује. Како је протест растао, стигло је на хиљаде других, одлучних да остану док се проблем не реши. Процењује се да је до 11. јуна око 10.000 демонстраната било присутно око парламента.
Непрекидни протести позвали су законодавце да донесу закон како би спречили такве ситуације у будућности доношењем закона којим би се успоставио нови систем идентификације. Влада је почела да издаје привремена идентификациона документа, али су демонстранти тражили трајније решење.
Младе мајке са бебама без докумената гурале су своја колица између демонстраната и специјалне полиције, док су сарајевски таксисти блокирали улице око зграде.
У јеку протеста, 16. јуна 2013. године, умрла је тромесечна Берина Хамидовић од последица одбијања уласка у Србију ради хитне медицинске помоћи, јер беба није могла да добије пасош услед неодређивања јединственог матичног броја. Демонстранти су одржали бдење са свећама испред парламента да оплакују њену смрт и захтевају промене. Демонстранти су поставили рок за доношење новог закона до 30. јуна 2013. године.

## Реакција
Амнести интернешенел је објавио саопштење у којем се каже да:
Кашњење у усвајању новог закона у Босни и Херцеговини, додељивање матичних бројева новорођеним грађанима Босне и Херцеговине представља незаконит напад на основна људска права грађана ове земље